# Eliza Crawford Anderson
Eliza Anderson Godefroy (mars 1780 à La Barbade - 2 octobre 1839 à Laval) est probablement la première femme à avoir dirigé un magazine aux États-Unis. En 1806 et 1807, à l'âge de 26 ans, elle fonde et devient rédactrice en chef d'une publication de Baltimore intitulée The Observer.

## Biographie

### Origine
Eliza Godefroy — ou Anderson, comme on l'appelait alors — était la fille d'un éminent médecin de Baltimore, le Dr John Crawford, l'un des fondateurs du Collège de médecine du Maryland. Sa mère était Elizabeth O'Donnell Crawford. Elizabeth Crawford est née à la Barbade. Peu de temps après, elle, son frère et ses parents sont partis pour Londres où, le 14 juillet 1780, elle a été baptisée à Saint Clement Danes, Westminster, à Londres, en Angleterre.

### Premier mariage
En 1796, le Dr John Crawford a suivi le conseil de son beau-frère, John O'Donnell, de venir vivre à Baltimore avec sa fille Elizabeth. Ils sont arrivés d'abord à Philadelphie, où ils ont été accueillis dans la maison de Benjamin Rush. Quand ils arrivèrent à Baltimore, la maison de la « rue Hanover » les attendait où Eliza vivra avant de la quitter à son départ pour l'Europe en 1819 pour
Eliza a assisté à son premier bal à Baltimore en 1796 à l'âge de 16 ans. En 1799, à l'âge de 19 ans, elle épousa un marchand local, spéculateur, nommé Henry Anderson, peut-être un cousin irlandais éloigné. En 1801, après avoir échoué dans ses affaires, il prit la fuite pour échapper à ses créanciers. Il quitta alors Eliza, la laissant avec leur fille d'un an.

### Elizabeth Patterson, et la culture française
Elizabeth Patterson, fille d'un négociant aisé, était l'amie la plus proche d'Eliza Godefroy à Baltimore. Cinq ans plus jeune qu'elle, « Betsy » Patterson partageait avec Eliza le goût pour la lecture de romans français et anglais, et peut-être même le rêve de se marier avec la noblesse française.
Les deux femmes ont été fortement influencées par le travail de Mary Wollstonecraft qui a écrit sur les droits des femmes, en particulier son roman Maria ou le malheur d'être femme que Wollstonecraft a publié sous son nom d'épouse. Tout en croyant à l'égalité intellectuelle entre les femmes et les hommes, Eliza et Betsy étaient tous les deux partisanes d'une culture française d'Ancien Régime, selon laquelle le mariage était censé apporter le statut et la richesse, sinon l'indépendance, aux femmes.
Dans une Amérique ayant une tendance à niveler les classes sociales, Eliza et Betsy faisaient partie des élites aristocratiques favorables à l'aristocratie française, en particulier ses jeunes hommes militaires, y compris les nouveaux venus comme Napoléon Bonaparte et sa famille.
Eliza se révéla être une étudiante assidue de la langue et de la culture française, alors que Betsy l'était apparemment moins, bien que toutes deux aient parlé la langue couramment. Elles furent sans aucun doute inspirées par l'événement social du printemps 1797 avec l'arrivée à Baltimore du prince français Louis-Philippe d'Orléans. Eliza avait alors 17 ans et Betsy 12 ans.
Il est probable qu'Eliza ait assisté ou peut-être même enseigné à l'Académie de Madame Lacombe sur Franklin Street à Baltimore, près de la rue Hanover Street, où Betsy Patterson a appris le français et étudié la culture française à la fin des années 1790.
Elizabeth Patterson fit la connaissance de Jérôme Bonaparte alors que celui-ci séjournait aux États-Unis après avoir abandonné son commandement en Martinique. Ils se marièrent le 24 décembre 1803, lors d'une cérémonie présidée par l'archevêque de Baltimore John Carroll. Betsy était alors connue pour ses tenues excentriques, dont sa robe de mariée.
Napoléon Bonaparte n'était pas content de ce mariage, car il avait d'autres projets pour son jeune frère. Jérôme a été convoqué en France, laissant en mars 1805 avec Betsy qui était enceinte, le frère de Betsy, et sa fidèle compagne, Eliza Crawford Anderson.
En 1805, Anderson accompagna son amie et compatriote de Baltimore Elizabeth Patterson-Bonaparte dans un voyage en Europe, entrepris dans une vaine tentative pour convaincre Napoléon Bonaparte de reconnaître son mariage avec son frère cadet, Jérôme Bonaparte. Betsy n'a pas été autorisée à débarquer en France et est allée à Londres où elle a donné naissance à un fils le 5 juillet 1805.
Pendant ce temps, Eliza Crawford Anderson est devenue de plus en plus inquiète au sujet de sa famille et, à un moment donné, a tenté de partir seule pour Baltimore. Cela n'a pas plu à Betsy, qui était déterminé à rester à Londres. Au lieu de cela, elles quittèrent Londres ensemble pour rentrer chez eux, arrivant à Baltimore dans le navire Mars en novembre 1805, après huit mois d'absence.

### Éditorialiste
En novembre 1805, elle commença à participer à une publication hebdomadaire, The Companion and Weekly Miscellany, qui parut de novembre 1804 à octobre 1806. L'emploi systématique de pseudonymes — alors fréquent — rend difficile d'établir avec certitude les responsabilités de ses acteurs, mais il semble qu'á un certain moment, vers septembre 1806, elle en soit devenue editor (rédactrice en chef). Peu après, elle décida de cesser la publication de The Companion et de lancer un nouveau magazine, The Observer, qui couvrirait un plus large éventail de sujets et adopterait un ton plus satirique.
Eliza lisait et parlait couramment le français. Elle était un écrivain et une rédactrice talentueuse. Dans The Observer, elle a présenté les écrits de son père sur les épidémies et les causes de la maladie, et la brochure de Maximilien Godefroy sur les tactiques militaires qu'elle a traduites pour lui et qui a ensuite été publiée séparément par son nouvel imprimeur, Joseph Robinson.
Bien qu'au début, il semble y avoir eu quelques tentatives pour cacher le fait que l'éditeur de la nouvelle publication était une femme, après quelques semaines, Anderson a adopté le nom de plume « Beatrice Ironside » pour ses éditoriaux. Peu de temps après, Anderson aborda la question de son sexe, reconnaissant que « beaucoup de curiosité s'était manifestée à propos du genre de femme que notre rédactrice pouvait être », et entreprit de se présenter à son lectorat.
Alors que quelques veuves avaient pris le rôle d'éditer ou de publier des journaux après la mort de leurs maris, l'idée d'une femme rédactrice était certainement nouvelle en 1807. Les sources secondaires consacrées à l'histoire des femmes ont longtemps ignoré Anderson, identifiant la première femme à éditer un magazine comme étant Mary Clarke Carr, qui a publié l'Intellectual Regale, ou Ladies Tea Tray, à Philadelphie à partir de 1814 — sept ans après qu'Anderson a commencé à publier The Observer. De plus, le magazine Carr's, comme presque tous les magazines édités par des femmes au XIXe siècle, s'adressait à un public féminin, tandis que la publication d'Anderson s'adressait à la fois aux hommes et aux femmes.
Presque immédiatement, Anderson se retrouva mêlé à ce qui devait être le premier d'une série de disputes journalistiques : son chroniqueur vedette, Benjamin Bickerstaff, la quitta précipitamment après avoir fait quelques remarques sarcastiques sur les jeunes femmes de Baltimore et ce qu'Anderson comprit une critique de comme leur affectations.
Plus tard en 1807, les sarcasmes d'Anderson au sujet de l'état des arts et de la culture à Baltimore, qu'elle jugeait tristement déficients, lui ont valu des accusations d'élitisme et d'antipatriotisme. D'autres critiques se firent entendre à l'occasion de la publication, à l'automne 1807, de la traduction d'un roman français scandaleux, Claire d'Albe par Sophie Cottin, qu'elle avait traduit.
À la fin de 1807, après avoir subi un bon nombre d'attaques, et fatiguée de faire face à des abonnés qui hésitaient à régler leurs factures, Anderson a décidé de cesser la publication de The Observer. Elle a identifié son sexe comme la principale cause de l'animosité contre elle.

### Mariage avec Maximilien Godefroy
Ses commentaires de plus en plus virulents et vitriolés sur la vie intellectuelle et la culture de Baltimore ne purent tout simplement plus être acceptés par ses pairs et ses abonnés, dont un certain nombre ne payaient plus leur abonnement. Alors que son attachement pour l'architecte Maximilien Godefroy grandissait, son enthousiasme pour son travail de rédactrice et l'écriture diminuaient. Pour elle, la solution consistait à épouser Maximilien Godefroy et à concentrer son attention sur l'avancement de sa carrière. Pour ce faire, elle avait besoin de divorcer. Eliza est donc allée à Trenton dans le New Jersey, pour demander le divorce à son mari.
Le 29 décembre 1808, lors d'une cérémonie civile à Burlington, au New Jersey, en présence de son père, elle et Maximilien Godefroy ont été mariés par un juge de paix. Maximilien Godefroy a conçu plusieurs bâtiments remarquables à Baltimore.
Ils sont alors retournés à Baltimore pour vivre dans sa maison sur la rue Hanover, où Maximilien Godefroy a donné des leçons privées, et ils ont pris soin du père d'Eliza avec l'aide d'un esclave que son père possédait.
Il n'y a aucune preuve qu'Eliza ait repris l'écriture ou la traduction. Au lieu de cela, elle devint la traductrice et l'avocate en chef de son mari, agissant même comme intermédiaire lors la rupture du partenariat avec Benjamin Latrobe en 1816.
De temps en temps, Godefroy avait des commissions qui lui rapportaient un revenu et augmentaient sa notoriété. Godefroy trouva cependant difficile de subvenir à ses besoins à Baltimore. La vie avec son mari n'était pas facile. Ils étaient toujours à court d'argent, à l'exception du moment où le Battle Monument était en construction et Godefroy avait des perspectives d'emploi à Richmond.
Les amis d'Eliza l'ont abandonnée et Betsy Bonaparte ne répondit plus à ses lettres.

### L'Europe

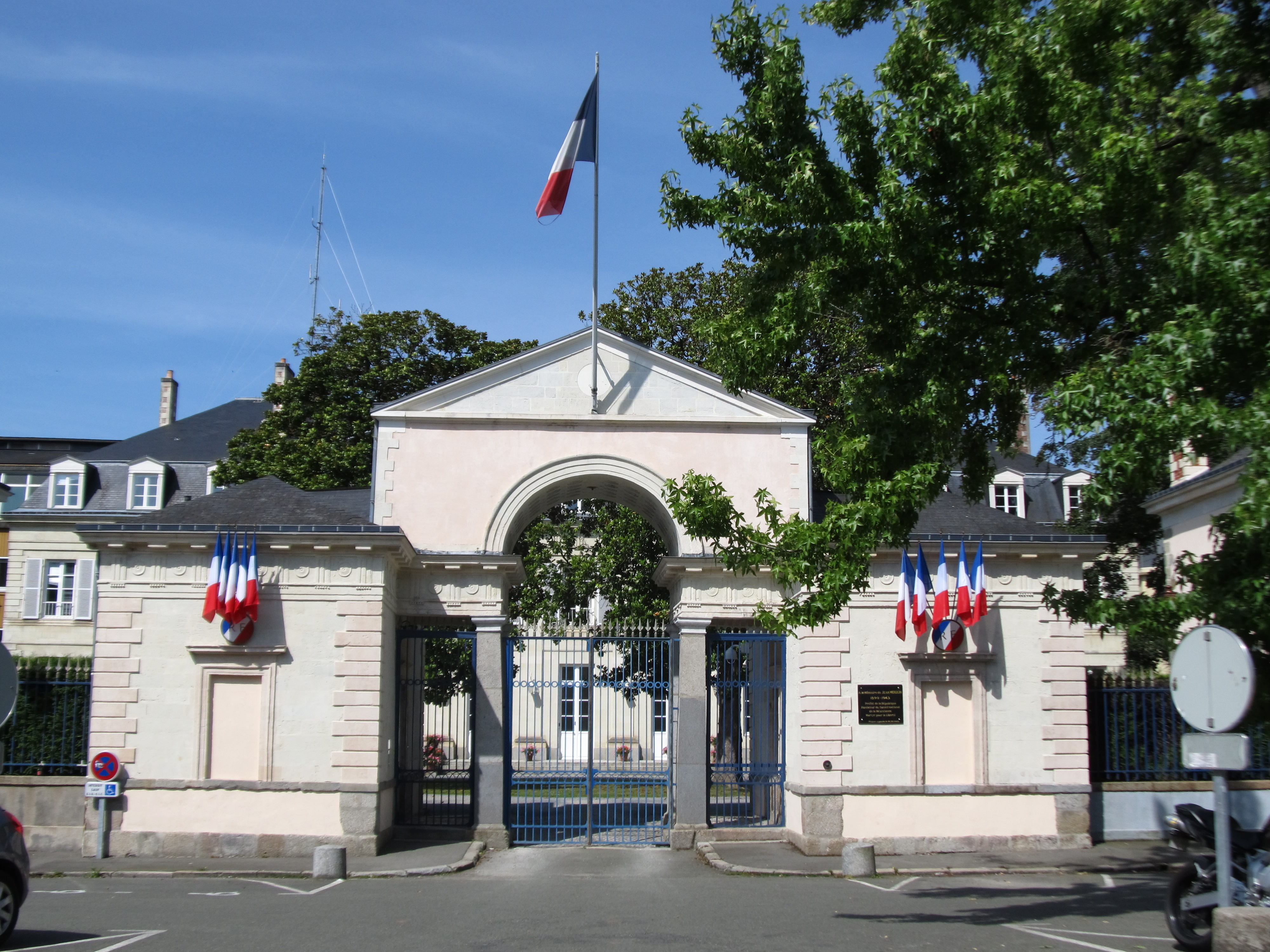
Préfecture de la Mayenne

Les perspectives de prospérité n'ont pas duré. La crise bancaire mit fin à toute possibilité de revenus à la fois à Richmond et à Baltimore.
En 1819, l'épidémie de fièvre jaune à Baltimore, poussa la famille Godefroy à aller de l'autre côté de l'Océan Atlantique. La famille quitta Baltimore en 1819 pour l'Angleterre. Peu de temps après leur départ, la fille de 19 ans de Mme Godefroy, issue de son premier mariage, également nommée Eliza, fut atteinte de fièvre jaune à bord du navire et mourut. Le dernier écrit connu d'Eliza à avoir été publié en Amérique fut la nécrologie de sa fille qui est parue dans l'American Farmer.
Finalement, les Godefroy se rendirent en Angleterre, puis en France, à la faveur du retour des Bourbons sur le trône, où Godefroy gagna sa vie en tant qu'architecte gouvernemental à Rennes, puis Laval.
Lorsque Louis-Philippe Ier devint roi en 1830, Godefroy put obtenir une petite pension pour service rendu sous l'Ancien Régime. La pension ne dura cependant pas et fut révoquée lorsque Godefroy refusa de témoigner de sa pauvreté, préférant vivre de son salaire de Laval.
Eliza a écrit abondamment au nom de son mari, en particulier à David Bailey Warden. Elle a peut-être essayé de publier certains de ses propres écrits. Elle a écrit un certain nombre de lettres demandant de l'aide à Ebenezer Jackson Jr.. Jackson a fourni une assistance matérielle, et a fini par acquérir une importante collection de documents de Maximilien Godefroy ainsi que son dessin de la bataille de Poltava.

### Fin
Eliza Anderson Godefroy est décédée à Laval, le 2 octobre 1839, à l'âge de cinquante-neuf ans. Maximilien Godefroy a envoyé une annonce du décès à leurs amis et connaissances puis a discrètement disparu. Au moment de sa mort, Eliza était parfaitement consciente de son manque de renommée, de fortune et d'attachement à aucun pays.
Jusqu'à sa mort, les lettres qui restent d'Eliza sont pleines de colère et de tristesse à cause des traitements infligés à son mari et de ses rêves inassouvis. Elle est restée son avocate tout au long de leurs trente années de mariage, de lourdes charges qui l'auront conduite à boire.
Il n'y a aucune trace de ce qui est arrivé à Maximilien Godefory, alors âgé de 73 ans, après la mort d'Eliza. En 1840, il annote une brève notice biographique de lui-même exprimant sa détresse de tout ce qu'elle avait souffert en retournant avec lui dans sa France natale. En 1842, trois ans après la mort d'Eliza, il avait disparu de Laval.